# Toggle
In elettronica digitale si dice toggle o stato di toggle uno stato che può assumere un flip-flop di tipo JK quando gli ingressi sono tutti a livello alto, ovvero presentano una tensione, spesso fra 3 e 5 V, a cui è assegnato il significato di "1" binario. 
In tale stato, l'uscita del flip-flop presenterà il valore complementare allo stato precedente: se si aveva in uscita uno stato alto (Q=1 e notQ=0), si avrà uno stato basso (Q=0 e notQ=1); viceversa se prima si aveva uno stato basso (Q=0 e notQ=1) in uscita, ora si avrà uno stato alto (Q=1 e notQ=0).
Così facendo, non si incorre nella combinazione proibita che si aveva nei flip-flop di tipo SR, ossia quella che genererebbe uno stato indefinito o, per meglio dire, una metastabilità oscillatoria.